# ГЕС Гейангер K5
ГЕС Геянгер K5 (Høyanger K5A/K5B) — гідроелектростанція в південній частині Норвегії трохи менше ніж за 100 кілометрів на північний схід від Бергену. Поряд з ГЕС Eiriksdal належить до гідроенергетичного комплексу, історія створення та розвитку якого пов'язана із забезпеченням алюмінієвого комбінату в Геянгері на березі Høyangsfjorden (виступаюча на північ затока Согнефіорду — найбільшого норвезького фіорду).

## Станція К1

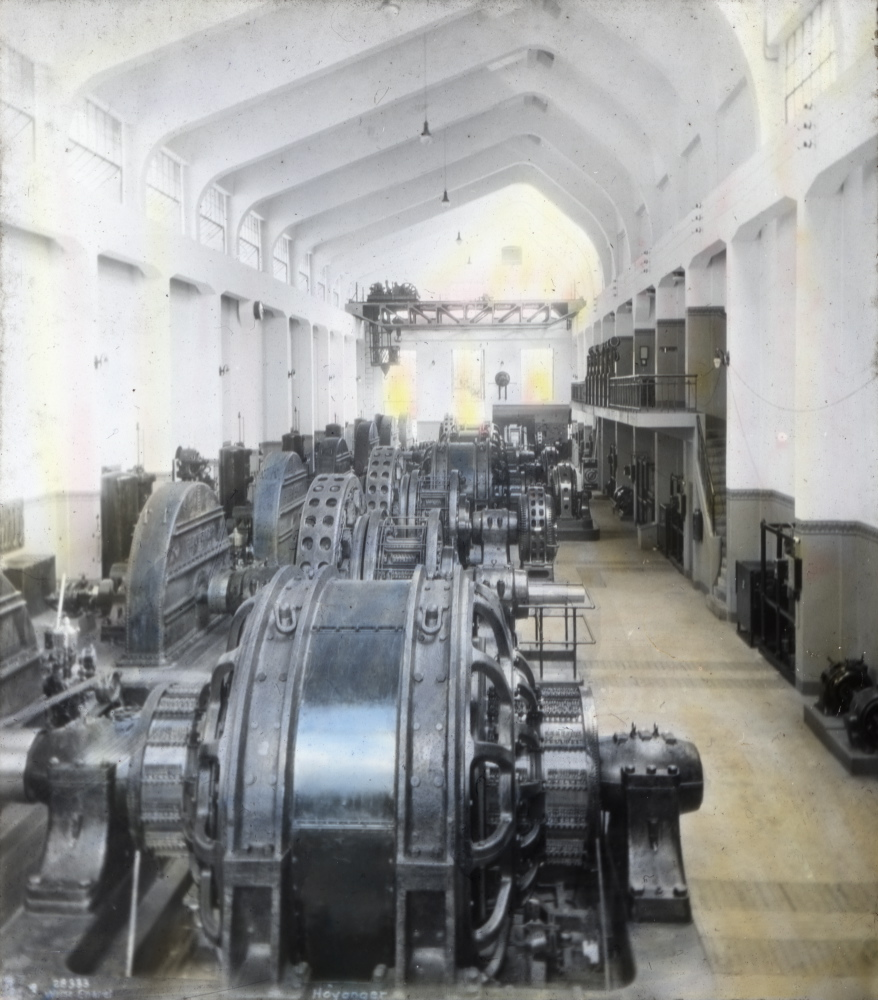
Машинний зал ГЕС К1

На початку 20 століття в Геянгері спорудили ГЕС К1. Її введена в експлуатацію у 1918-му перша черга отримувала ресурс із розташованого менш ніж за два кілометри на захід від Høyangsfjorden  водосховища Bergsvatnet/Storevatnet. Цю подвійну водойму створили за допомогою гребель Grimsos та Kråkos – перша перекрила потік Orelva, що витікає з Bergsvatnet та впадає до Høyangsfjorden, тоді як друга була на виході з Storevatnet річки Krakelva, котра тече у Vadheimfjorden (розташована далі на захід затока все того ж Согнефіорда). Сполучення двох частин водосховища відбувалось через прокладений під водорозділом тунель.  
А у 1922-му на тому самому майданчику запустили обладнання на ресурсі із віддаленого за 3,5 км на північ сховища Nedre Breiddalsvatna, котре природним шляхом дренується через потік Halandselva праворуч до річки Daleelva незадовго до її впадіння у Høyangsfjorden. Крім того, для накопичення додаткового ресурсу вище по течії від Nedre Breiddalsvatna створили ще одне водосховище Ovre Breiddalsvatna.
Кожна черга станції К1 мала по три турбіни, з’єднані з генераторами постійного струму (особливість, викликана потребами електроплавильних печей), крім того, ще одна перебувала в резерві та могла використовуватись в інтересах будь-якої із черг. Загальна потужність К1 становила 22,2 МВт.

## Станція К5
У 1965 році комплекс підсилили за рахунок турбіни типу Пелтон потужністю 15 МВт, яка працювала на ресурсі із західної групи сховищ та започаткувала ГЕС К5А. А наприкінці 1970-х провели велике розширення, запустивши у складі К5А ще одну турбіну типу Пелтон потужністю 15 МВт та один агрегат з турбіною типу Френсіс потужністю 60 МВт. Крім того, з’явилась призначена для використання ресурсу з північної групи турбіна типу Пелтон потужністю 16 МВт (станція К5В). Це дало змогу вивести у 1979-му з експлуатації встановлене на початку століття обладнання (станція К1). В межах модернізації на виході з головного резервуару системи також спорудили нову греблю Grimsos.

Додатковий ресурс для живлення К5 надходить у Bergsvatnet/Storevatnet з двох напрямків:
1. На північний захід та північ від головного резервуару створена водозбірна система із ряду сховищ та тунелів, котрі знаходяться у сточищах річок Storelva та Sinsetelva (перша безпосередньо впадає у Vadheimfjorden, тоді як друга належить до басейну цього ж фіорду через річку Ytredalselva). Тут зокрема розташовані сховища Asvatn (припустиме коливання рівня поверхні між позначками 655 та 661 метр НРМ), Fossvatn (від 602 до 611 метрів НРМ), Monstdalsvatn (від 599 до 635 метрів НРМ) та Blavatn (від 639 до 643 метрів НРМ). Між Asvatn та Fossvatn прокладений тунель довжиною близько 3 км, тоді як Fossvatn та Storevatnet (в якому рівень поверхні може змінюватись в діапазоні від 569 та 598 метрів НРМ) сполучає дещо довша споруда – близько 5 км. До останньої через бокові відгалуження подається ресурс із Monstdalsvatn та Blavatn. 
Крім того, у розташованій вище частині сточища Storelva створені водосховища Storevatn Vest, Seltuftvatn, Nedre Blankedalsvatn та Storevatn Oest. У міру потреби вони випускають воду через типові для Норвегії дренажні тунелі, котрі дозволяють спрацьовувати рівень поверхні нижче за природний поріг (внаслідок цього кожна з водойм має можливе коливання рівня у 24-30 метрів). Після цього ресурс прямує далі існуючими водотоками до Asvatn, Fossvatn або Monstdalsvatn. 
2. На північний схід від головного резервуару облаштована водозбірна система у сточищі річки Daleelva та її правого і лівого витоків Gautingsdalelva та Eiriksdalselva. Її головний тунель, який прямує з північного сходу на південний захід, має довжину близько 11 км та бере початок у створеному на Gautingsdalelva водосховищі Langevatn (можливе коливання рівня поверхні між позначками 607 та 612 метрів НРМ). На своєму шляху через правобережний гірський масив він також отримує додатковий ресурс з семи потоків, що стікають до Gautingsdalelva/Daleelva.
Своєю чергою, до Langevatn виведений другий тунель довжиною близько 5 км, котрий прямує ліворуч від Gautingsdalelva у напрямку, протилежному від першого – з південного заходу на північний схід. При цьому він проходить через сховище Roesvatn (від 624 до 627 метрів НРМ), створене на лівому витоку  Daleelva річці Eiriksdalselva. Ресурс зі сточища останньої передусім призначається для живлення власних гідроелектростанцій (зокрема, ГЕС Eiriksdal), проте у разі потреби може перекидатись в Bergsvatnet.
Варто також зазначити, що станція K5B працює з дещо більшим напором аніж К5А – 730 метрів проти 597 метрів, проте завдяки своєму водозбору К5А вшестеро потужніша та забезпечує річний виробіток на рівні 649 млн кВт-год проти 106 млн кВт-год у К5В.